# 밤은 통곡한다
"밤은 통곡한다"는 한국에서 제작된 강찬우 감독의 1961년 영화이다. 최무룡 등이 주연으로 출연하였고 이창인 등이 제작에 참여하였다.

## 출연

### 주연
- 최무룡
- 조미령
- 최남현
- 손미희자

## 기타
- 조명: 최상동
- 미술: 홍성칠